# Тищенко Олександр Трохимович
Олекса́ндр Трохи́мович Ти́щенко (7 (20) листопада 1917, Ухожа — 1976, Моніно) — радянський військовий льотчик, Герой Радянського Союзу (1946), в роки німецько-радянської війни штурман 812-го Севастопольського Червонопрапорного ордена Суворова 3-го ступеня винищувального авіаційного полку (265-а Мелітопольська Червонопрапорна ордена Суворова 3-го ступеня винищувальна авіаційна дивізія 3-го Нікопольського орденів Суворова 2-го ступеня і Кутузова 2-го ступеня винищувального авіаційного корпусу, 16-та повітряна армія 1-го Білоруського фронту).

## Біографія
Народився 7 (20 листопада) 1917 року у селі Ухожа (нині Шельпахівка Христинівського району Черкаської області). Його батько загинув у Першій Світовій війні, так і не побачивши сина. Незабаром сім'я переїхала на постійне місце проживання до сусіднього села Паланки Уманського району. Тут пройшли його дитячі та юнацькі роки. На відмінно закінчив сільську семирічну школу, середню освіту вже здобув у школі села Кузьмина Гребля. Потім закінчив військове училище. Став льотчиком.
На початок Другої Світової війни служив на Далекому Сході. Одразу написав рапорт про відправлення його на фронт, але командування не відпустило — напружена ситуація була і на сході країни. Лише у грудні 1942 року льотчик був відправлений на фронт. Перші повітряні бої провів на Кубані, де здійснив 40 бойових вильотів і збив 4 ворожі літаки. Далі бої у Криму, Україні та Білорусі. За цей період кількість збитих ворожих літаків зросла до 12. Потім бої за Берлін — столицю фашистської Німеччини. Літак Тищенка в складі 16-ї повітряної армії, одним із найперших піднявся у повітря над Берліном. Його заслуги — 397 бойових вильотів, 24 збитих ворожих літаки.
15 травня 1945 року указом президії Верховної Ради СРСР Тищенку було присвоєно високе звання Героя Радянського Союзу. Після війни льотчик закінчив військову академію, багато років навчав молодих авіаторів.
Написав книгу спогадів про свої бойові вильоти (1967) — «Ведомые „Дракона“» (Дракон — це позивні командира Тищенка, двічі Героя Радянського Союзу генерала Є. Я. Савицького).
Помер Тищенко 1976 року, похований у підмосковному Моніно, де проживав останні роки свого життя разом із сім'єю.

## Нагороди
Нагороджений орденом Леніна (15 травня 1946), трьома орденами Червоного Прапора (24 грудня 1943; 27 березня 1944; 30 жовтня 1944), орденом Олександра Невського (29 березня 1945), двома орденами Червоної Зірки (2 травня 1943; 21 серпня 1953), медалями «За бойові заслуги» (24 червня 1948), «За перемогу над Німеччиною», "30 років Радянській Армії та Флоту.